# Thalassodes semihyalina
Thalassodes semihyalina är en fjärilsart som beskrevs av Walker 1861. Thalassodes semihyalina ingår i släktet Thalassodes och familjen mätare. Inga underarter finns listade i Catalogue of Life.